# Cassephyra proximata
Cassephyra proximata là một loài bướm đêm trong họ Geometridae.